# Pink Bubbles Go Ape
Albums de Helloween
Live in the U.K.
(1989) Chameleon
(1993)
Singles
1. Kids of the Century
Sortie : Avril 1991
2. Number One
Sortie : 26 août 1992

Pink Bubbles Go Ape est le 4e album studio du groupe de power metal allemand Helloween, sorti en 1991. Cet album marque officiellement le premier enregistrement avec le guitariste Roland Grapow, qui remplaça Kai Hansen. Ce dernier quitta Helloween en 1989 pour former le groupe Gamma Ray. Des conflits internes au sein du groupe furent aussi à l'origine du départ d'Hansen.
Entre 1990 et 1991, le groupe mit un terme au contrat avec la maison de disques Noise Records pour aller signer chez EMI Records. Helloween accusa Noise Records d'avoir dissimulé l'argent du groupe les conduisant ainsi devant les tribunaux. Une série de procès que le groupe perdit. Le groupe est contraint de payer dommages et intérêts mais se voit aussi dans l'obligation de ne publier leur album qu'en Europe et qu'au Japon.

## Liste des titres
| No  | Titre                                | Auteur                          | Durée |
| --- | ------------------------------------ | ------------------------------- | ----- |
| 1.  | Pink Bubbles Go Ape                  | Michael Kiske                   | 0:36  |
| 2.  | Kids of the Century                  | Michael Kiske                   | 3:51  |
| 3.  | Back on the Streets                  | Michael Kiske, Roland Grapow    | 3:23  |
| 4.  | Number One                           | Michael Weikath                 | 5:13  |
| 5.  | Heavy Metal Hamsters                 | Michael Kiske, Michael Weikath  | 3:28  |
| 6.  | Goin' Home                           | Michael Kiske                   | 3:51  |
| 7.  | Someone's Crying                     | Roland Grapow                   | 4:18  |
| 8.  | Mankind                              | Michael Kiske, Roland Grapow    | 6:18  |
| 9.  | I'm Doin' Fine, Crazy Man            | Michael Kiske, Markus Grosskopf | 3:39  |
| 10. | The Chance                           | Roland Grapow                   | 3:47  |
| 11. | Your Turn                            | Michael Kiske                   | 5:38  |
| 12. | Shit and Lobster (titre bonus Japon) | Markus Grosskopf                | 4:08  |

## Composition du groupe
- Michael Kiske — chants, guitare solo (piste 11)
- Michael Weikath — guitare, guitare solo (pistes 2,3,4,5,6,9 & 11)
- Roland Grapow — guitare, guitare solo (pistes 2 à 11)
- Markus Grosskopf — basse
- Ingo Schwichtenberg — batterie